# Autoput A3 (Bosnia ed Erzegovina)
L'autoput A3 (in italiano "autostrada A3") sarà un'autostrada della Bosnia ed Erzegovina. Attualmente in fase di pianificazione, una volta realizzata connetterà Tuzla con l'autostrada A1 in corrispondenza della città di Žepče.